# The Backrooms

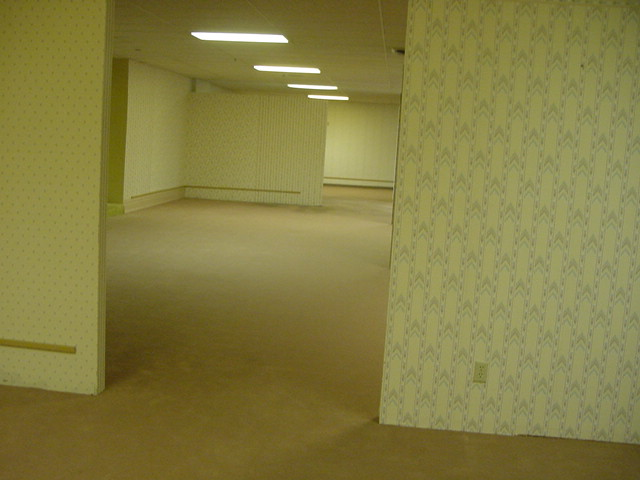
Imagen original compartida en 4chan para representar a The Backrooms.

The Backrooms es una creepypasta que describe un laberinto interminable de oficinas y otros ambientes generados aleatoriamente. The Backrooms se ha expandido a varias otras formas de medio y cultura de Internet, incluidos los videojuegos y videos de YouTube.

## Historia

### Concepto original
The Backrooms se originó de una publicación realizada el 12 de mayo del 2019, en el tablón paranormal /x/ de 4chan, donde un usuario anónimo pedía a otros que compartan imágenes inquietantes o que «se sienten “fuera de lugar”». Allí, la que encabezaba el post fue la primera imagen referente a The Backrooms, una fotografía con un plano holandés de una gran habitación alfombrada, con paredes amarillas y luminaria fluorescente. Posteriormente, otro usuario anónimo compartió con otra imagen la primera descripción sobre The Backrooms: «seiscientos millones de millas cuadradas de habitaciones vacías segmentadas de manera aleatoria» a las que uno puede entrar cuando «no-clip [atraviesa] fuera de la realidad en los lugares incorrectos».
Después de que la publicación de 4chan ganara fama, varios usuarios de Internet escribieron historias de terror relacionadas con los Backrooms. Además, se crearon y compartieron muchos memes en las redes sociales, popularizando aún más el creepypasta. Algunos también declararían haber visto esa imagen en algún lugar antes; en opinión de Manning Patston de Happy Mag, estos comentarios fueron «existenciales, huecos y aterrorizados». Patston también comentó sobre el uso del término «noclip», interpretándolo como «fallas en las que se derriban los muros de la realidad», como la existencia de doppelgängers. Al comparar la ubicación con el diseño de niveles de la franquicia Resident Evil, Kaitlyn Kubrick de Somag News llamó a The Backrooms «el aterrador creepypasta de los sueños malditos».
Desde su aparición en 4chan el origen de esta fotografía fue un misterio, esto debido a la falta de información sobre la misma. Sin embargo a mediados de 2024 se descubrió que la foto fue subida originalmente en un sitio web en el año 2003. Además se determinó que la foto fue tomada el 12 de junio de 2002.
El creepypasta también se ha asociado con el concepto de kenopsia, acuñado por primera vez en El diccionario de los dolores oscuros como «la sobrecogedora atmósfera triste de un lugar que normalmente se llena de gente, pero ahora está abandonado y tranquilo».

### Crecimiento yfandom

Algunas historias sobre The Backrooms incluyen criaturas malévolas conocidas como "entidades", en este caso se ve a una entidad llamada "Ladron de Piel"

Después del creepypasta original, los internautas empezaron a compartir historias sobre The Backrooms en foros de Reddit como r/creepypasta y luego r/backrooms. The Backroom desarrolló rápidamente un fandom, y varios de sus seguidores expandieron la concepción original del creepypasta con la creación de más pisos, o «niveles», y entidades. Happy Meg destacó particularmente dos niveles adicionales al original —que denominaron el nivel 0—; el uno, de arquitectura industrial, y el dos, con largos túneles de mantenimiento muy poco iluminados con el sentimiento de que estas siendo observado.

### Origen de la imagen
A finales de mayo de 2024, un grupo de personas en internet pudieron encontrar el verdadero origen de la fotografía original. Proveniente de alrededor de 2002, la fotografía fue tomada en una tienda de muebles de nombre Rohner's en Oshkosh, Wisconsin, Estados Unidos.
Con un poco más de contexto, el lugar fue adquirido por una compañía de carreras de autos a control remoto llamada Hobby Town USA Racing Team, y antes de que el lugar fuese transformado en una pista de carreras, una persona de identidad desconocida sacó varias fotografías del lugar vacío.

## Recepción

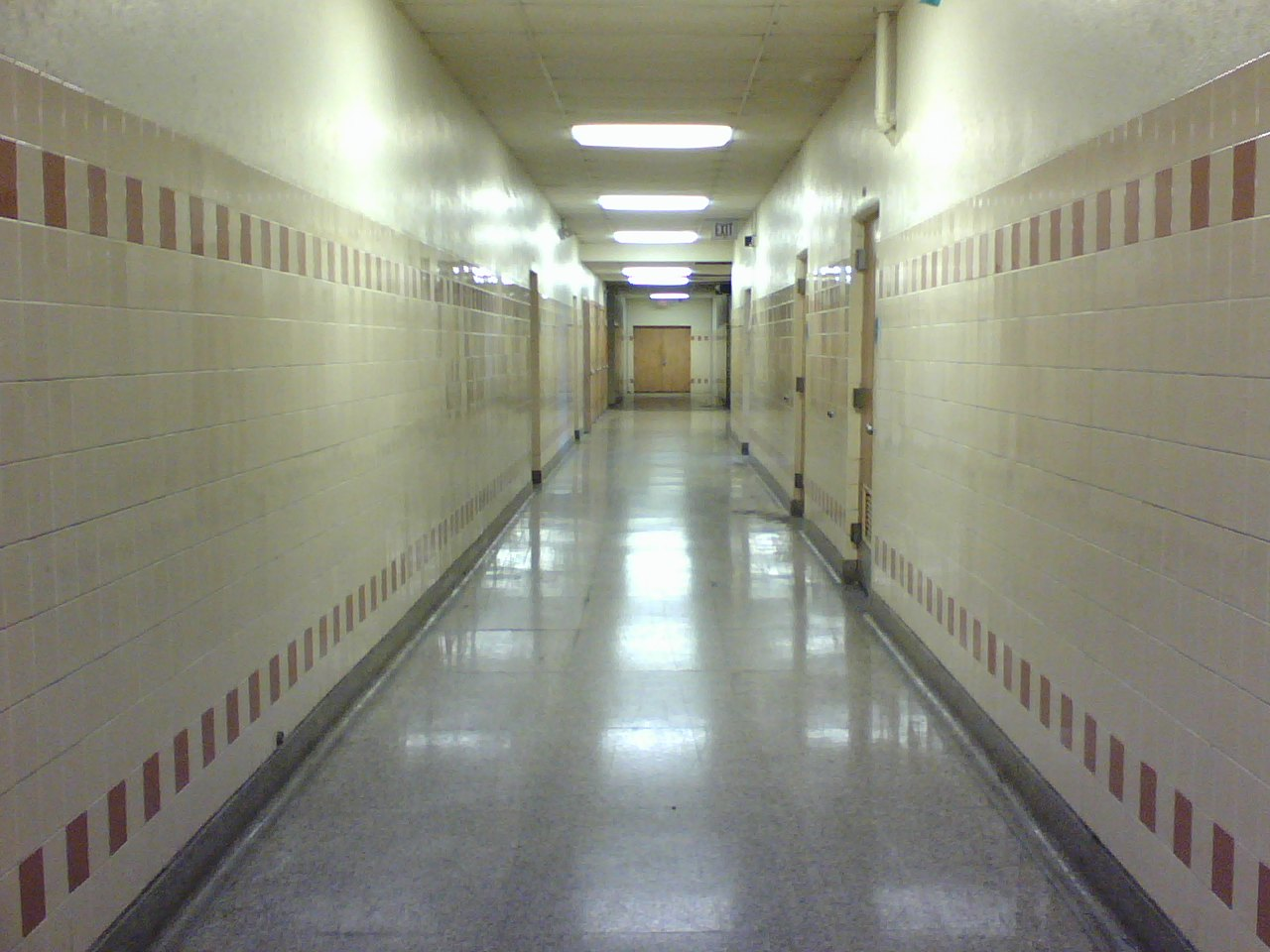
La popularidad de The Backrooms inspiró la tendencia de Internet de los espacios liminales: "imágenes de espacios espeluznantes y deshabitados", como este pasillo vacío de una escuela secundaria.

The Backrooms pronto se hizo popular entre los escritores y los usuarios de Internet, la mayoría de los cuales comentaron sobre su extrañeza. El creepypasta también ha sido citado como el origen y el ejemplo más conocido de la tendencia de Internet de los espacios liminales, que son fotos que evocan "una sensación de nostalgia, pérdida, incertidumbre e inquietud"; la etiqueta '#liminalspaces' ha acumulado casi 100 millones de visitas en la red social TikTok.  Cuando una mujer llamada Claire Scheulin encontró un centro comercial abandonado debajo de su Airbnb, los comentaristas de Internet compararon sus fotos del lugar con la imagen original de The Backrooms.

Los aspectos de terror de The Backrooms generaron comparaciones con las teorías de conspiración de los ovnis en el Área 51, con el trabajo del cineasta Stanley Kubrick The Shining, con la leyenda urbana de Minecraft de Herobrine y con la película Us, de 2019. También se ha observado que sus habitaciones ambiguas presentan similitudes con las historias de terror de la Fundación SCP y con los vagos edificios del videojuego de terror Control (2019).Dazed llamó a The Backrooms un ejemplo de "folclore de Internet".

## Impacto y popularidad

### Película
En enero de 2022, un cortometraje de terror titulado The Backrooms (Found Footage) se subió al canal de YouTube del entonces director Kane Parsons, de 16 años (Kane Pixels en YouTube). Se presenta como una grabación de 1996 de un joven camarógrafo que ingresa accidentalmente al lugar, huyendo de entidades y entrando a otros niveles. La película emplea metraje de acción en vivo y representaciones 3D de Blender, así como otras técnicas para crear efectos como el movimiento de cámara estable y un filtro VHS. Categorizado por algunos como «horror analógico», el corto recibió elogios: la colaboradora de WPST Erica Russell lo llamó «el video más aterrador en Internet», mientras que Mary Beth McAndrews de Dread Central lo comparó con el videojuego de 2019 Control, diciendo «lo vi 10 veces».
Algunos se sorprendieron por lo que hizo Parsons con lo que tenía: Jai Alexis del sitio web PopHorror se sorprendió por la edad del director, mientras que The Awesomer señaló que The Backrooms «muestra cómo crear tensión sin presupuesto». Rob Beschizzan de Boing Boing planteó la hipótesis de que el creepypasta finalmente «terminara en una película de Hollywood ingeniosa pero deprimente de 2 horas», comparando esta predicción con el creepypasta de Slender Man y su adaptación cinematográfica de 2018. Al describir un meme de The Backrooms, Tanner Fox de GameRant llamó al corto «un reloj paralizante que contiene bastante terror en su corto tiempo de ejecución».
Parsons también subió otros nueve videos relacionados con The Backrooms en orden no cronológico al 26 de abril de 2022: La tercera prueba, Primer contacto, Personas desaparecidas, Video informativo, Informe de autopsia, Movimiento detectado Prototipo, trampas, reporte y el más nuevo: presentación. Estos videos giran en torno a la ficticia Fundación Async, que intenta llegar a The Backrooms para resolver «todas las necesidades residenciales y de almacenamiento actuales y futuras», con un video informativo que se refiere a la ubicación como Proyecto KV31. También hay dos videos de The Backrooms no listados subidos por Kane, uno de los cuales hace referencia al terremoto de Loma Prieta de 1989.
The Backrooms fue una influencia para la serie Severance, de AppleTV+.

### Videojuegos
El 12 de febrero de 2022, un usuario de Reddit mostró un mapa de Minecraft basado en el concepto de The Backrooms. A partir del 26 de abril de 2022, el mod aún estaba en desarrollo, y Thomas McNulty de Screen Rant afirmó que las "entidades" también estarían presentes en el mapa.
The Backrooms también ha sido la base de un juego de terror del mismo nombre, lanzado en 2019 por el estudio de juegos independiente Pie on a Plate Productions. Fue elogiado por su forma de terror, con el escritor de Bloody Disgusting Michael L. Sandal comparándolo con las obras de la escritora Charlotte Perkins Gilman. El autor Sigma Klim de Guru Gamer sintió que el juego es algo único en medio de lo que llamó "cliché y motivos usados en exceso" de la mayoría del contenido de terror, comparándolo con Yume Nikki, de 2004, mientras que PCMag lo incluyó como una "mención de honor" en el ranking de los "mejores juegos gratuitos de Steam" debido a su atmósfera "inquietante" y "enloquecedora, a pesar de ser un título increíblemente corto".
Otros juegos lanzados basados en The Backrooms incluyen The Backrooms Simulator y Enter the Backrooms, lanzados en 2019 y 2021, respectivamente.
En la plataforma Roblox, existen varios juegos ambientados en este lugar.[cita requerida]